# Кочемасова, Зинаида Николаевна
Зинаида Николаевна Кочемасова (1921—2008) — советский учёный-микробиолог, доктор медицинских наук (1982), профессор (1971). Лауреат Государственной премии СССР (1981).

## Биография
Родилась 30 октября 1921 года в Нижнем Новгороде.
В 1943 году окончила Горьковский медицинский институт.
С 1948 года начала работать в Первом Московском медицинском институте. С 1948 по 1951 годы училась в аспирантуре и после защиты кандидатской диссертации преподавала на кафедре микробиологии.
С 1956 по 1959 годы З. Н. Кочемасова работала в Германии — преподавала на кафедре микробиологии Берлинском университете имени Гумбольдта.
С 1960 снова работала в 1-м ММИ: с 1960 по 1971 годы — доцент, с 1971 по 1976 годы — профессор и с 1976 по 1986 годы — заведующий кафедрой микробиологии, вирусологии и иммунологии. С 1986 по 1987 годы — профессор-консультант микробиологии, вирусологии и иммунологии. В период руководством кафедрой З. Н. Кочемасовой изучалась роль условно-патогенных бактерий в патологии человека, исследовались структурные и биологические свойства возбудителей и защитных факторов макроорганизма при гнойно-воспалительных заболеваниях. В то время и по сегодняшний день кафедра фактически является методическим центром по разработке методов диагностики и лечения гнойно-воспалительных заболеваний, вызываемых неспорообразующими анаэробами.
Профессор З. Н. Кочемасова разработала метод выделения L-форм микобактерий туберкулёза, нашедший широкое применение, за что в 1981 году была удостоена Государственной премии СССР. Совместно с клиницистами разрабатывала вопросы выделения и идентификации микоплазм при хронических пиелонефритах. З. Н. Кочемасова была соавтором учебника по микробиологии для студентов медицинских вузов. Состояла членом президиума правления Всесоюзного общества микробиологов, эпидемиологов и паразитологов.
Муж — Вячеслав Кочемасов (18 сентября 1918 — 25 августа 1998) — советский государственный и партийный деятель, дипломат. Чрезвычайный и полномочный посол СССР в ГДР.
Умерла в 2008 году в Москве, похоронена на Троекуровском кладбище на участке № 4.

## Основные труды
- Кочемасова З. Н. Микробиология / З. Н. Кочемасова, С. А. Ефремова, Ю. С. Набоков. — М. : Медицина, 1984 г. — 352 с.
- Кочемасова З. Н. Санитарная микробиология и вирусология : [учеб. пособие для сан.-гигиен. фак. мед. ин-тов] / З. Н. Кочемасова, С. А. Ефремова, А. М. Рыбакова. — Москва : Медицина, 1987 г. — 349 с.

## Награды
- Орден Трудового Красного Знамени
- Государственной премии СССР в области науки и техники (1981)